# Évêché titulaire de Summula
Summula est le nom d'un ancien diocèse catholique aujourd'hui désaffecté, situé dans la province romaine de Maurétanie Césarienne, au nord de l'actuelle Algérie.
Son nom est utilisé comme siège titulaire pour un évêque chargé d'une autre mission que la conduite d'un diocèse contemporain.
Il est actuellement porté par Mgr Claude Frikart, évêque auxiliaire émérite de Paris.

## Situation géographique
Ce diocèse était situé dans la région romaine de Maurétanie Césarienne, probablement en Algérie.

## Liste des évêques contemporains titulaires de ce diocèse
| Début      | Fin        | Nat.   | Nom                                  | Fonction exercée                          |
| ---------- | ---------- | ------ | ------------------------------------ | ----------------------------------------- |
| 07/04/1966 | 21/03/1983 | Italie | Mgr Francesco Sanmartino (de)        | Évêque auxiliaire de Turin                |
| 21/06/1986 | 18/12/2014 | France | Mgr Claude Frikart                   | Évêque auxiliaire de Paris                |
| 18/03/2015 | 18/11/2020 | Brésil | Mgr Esmeraldo Barreto de Farias (pt) | Évêque auxiliaire de São Luís do Maranhão |
| 16/12/2020 |            | Brésil | Mgr Carlos Silva (pt)                | Évêque auxiliaire de São Paulo            |